# Кембридж (Канзас)
Кембридж (англ. Cambridge) — місто (англ. city) в США, в окрузі Ковлі штату Канзас. Населення — 92 особи (2020).

## Географія
Кембридж розташований за координатами 37°19′3″ пн. ш. 96°40′1″ зх. д. / 37.31750° пн. ш. 96.66694° зх. д. (37.317492, -96.666965).  За даними Бюро перепису населення США в 2010 році місто мало площу 0,43 км², уся площа — суходіл.

## Демографія
Згідно з переписом 2010 року, у місті мешкали 82 особи в 39 домогосподарствах у складі 28 родин. Густота населення становила 189 осіб/км².  Було 58 помешкань (134/км²).
Расовий склад населення:
| - 98,8 % — білих - 1,2 % — корінних американців |

До двох чи більше рас належало 0,0 %. Частка іспаномовних становила 1,2 % від усіх жителів.
За віковим діапазоном населення розподілялося таким чином: 19,5 % — особи молодші 18 років, 61,0 % — особи у віці 18—64 років, 19,5 % — особи у віці 65 років та старші. Медіана віку мешканця становила 50,5 року. На 100 осіб жіночої статі у місті припадало 105,0 чоловіків;  на 100 жінок у віці від 18 років та старших — 106,2 чоловіків також старших 18 років.
Середній дохід на одне домашнє господарство  становив 59 385 доларів США (медіана — 50 625), а середній дохід на одну сім'ю — 64 997 доларів (медіана — 70 417). За межею бідності перебувало 2,5 % осіб, у тому числі 3,8 % дітей у віці до 18 років та 0,0 % осіб у віці 65 років та старших.
Цивільне працевлаштоване населення становило 52 особи. Основні галузі зайнятості: виробництво — 44,2 %, освіта, охорона здоров'я та соціальна допомога — 13,5 %, роздрібна торгівля — 11,5 %, будівництво — 11,5 %.